# WebSocket
WebSocket — протокол связи поверх TCP-соединения, предназначенный для обмена сообщениями между браузером и веб-сервером, используя постоянное соединение.
В настоящее время[когда?] в W3C осуществляется стандартизация API Web Sockets. Черновой вариант стандарта этого протокола утверждён IETF.
WebSocket разработан для воплощения в веб-браузерах и веб-серверах, но он может быть использован для любого клиентского или серверного приложения. Протокол WebSocket — это независимый протокол, основанный на протоколе TCP. Он делает возможным более тесное взаимодействие между браузером и веб-сайтом, способствуя распространению интерактивного содержимого и созданию приложений реального времени.

## Открытие канала WebSocket
Для установления соединения WebSocket клиент и сервер используют протокол, похожий на HTTP. Клиент формирует особый HTTP-запрос, на который сервер отвечает определенным образом.

### Протокол 75
До редакции черновика протокола номер 75 Архивная копия от 8 июня 2010 на Wayback Machine включительно соединение WebSocket устанавливалось следующим образом. Запрос клиента:
```
GET /demo HTTP/1.1
Upgrade: WebSocket
Connection: Upgrade
Host: example.com
Origin: http://example.com
WebSocket-Protocol: sample

```

Ответ сервера, подтверждающий переход на WebSocket:
```
HTTP/1.1 101 Web Socket Protocol Handshake
Upgrade: WebSocket
Connection: Upgrade
WebSocket-Origin: http://example.com
WebSocket-Location: ws://example.com/demo
WebSocket-Protocol: sample

```

Сразу после отправки ответа WebSocket-соединение считается установленным, клиент и сервер могут начинать двунаправленный обмен сообщениями по этому же TCP-соединению.
Для передачи текстового сообщения (в кодировке UTF-8) необходимо перед ним передать нулевой байт, а после — байт со значением 255.

### Протокол 76
2 июня 2010 года в протокол WebSocket были внесены поправки, изменившие процедуру установления соединения WebSocket без сохранения обратной совместимости. В 76-й Архивировано 19 апреля 2012 года. редакции черновика протокола WebSocket добавлена защита от поддельных запросов. Клиент, поддерживающий новую схему, присылает следующий запрос:
```
GET /demo HTTP/1.1
Upgrade: WebSocket
Connection: Upgrade
Sec-WebSocket-Key2: 4 @1 46546xW%0l 1 5
Host: example.com
Sec-WebSocket-Key1: 12998 5 Y3 1 .P00
Origin: http://example.com
WebSocket-Protocol: sample

^n:ds[4U

```

В запрос добавлены новые заголовки «Sec-WebSocket-Key1» и «Sec-WebSocket-Key2» и 8-байтовое тело запроса. Все они генерируются клиентом случайным образом.
Ответ сервера, подтверждающий переход на WebSocket:
```
HTTP/1.1 101 Web Socket Protocol Handshake
Upgrade: WebSocket
Connection: Upgrade
Sec-WebSocket-Origin: http://example.com
Sec-WebSocket-Location: ws://example.com/demo
Sec-WebSocket-Protocol: sample

8jKS'y:G*Co,Wxa-

```

Ответ содержит новые названия заголовков («Sec-WebSocket-Origin», «Sec-WebSocket-Location», «Sec-WebSocket-Protocol» вместо «WebSocket-Origin», «WebSocket-Location», «WebSocket-Protocol») и 16-байтное тело ответа, вычисляемое следующим образом:
1. из строки со значением заголовка запроса Sec-WebSocket-Key1 исключить все символы, не являющиеся цифрами (не попадающие в диапазон '0'..'9');
2. полученную строку превратить в 64-битное целое число (для примера выше получим 1299853100);
3. полученное число разделить целочисленным делением на количество пробелов в исходной строке со значением заголовка;
4. полученное число представить в виде 4-байтового 32-битного числа в формате big endian: старший байт хранится по нулевому смещению;
5. проделать то же самое с заголовком Sec-WebSocket-Key2;
6. интерпретируя числа из пунктов 4) и 5) как 4-байтовые строки, конкатенировать их (сложить в одну строку) и добавить как строку тело запроса;
7. вычислить от полученной 16-байтной строки значение MD5 и записать это значение в тело ответа «как есть», без преобразования в какое-либо представление;

Примечания.
Несмотря на «похожесть» новых запросов и ответов на запросы и ответы протокола HTTP, они таковыми не являются. Например, в запросе есть тело, но в заголовках поле «Content-Length» отсутствует (что нарушает соглашения HTTP).
Серверной части следует поддерживать оба вида клиентов и различать их по наличию или отсутствию в запросе заголовков Sec-WebSocket-Key1 и Sec-WebSocket-Key2.

### Протокол 07
В версию 07 Архивировано 19 апреля 2012 года. черновика протокола от 22 апреля 2011 были внесены изменения.
В отличие от протокола 76, согласно которому данные передаются без шифрования, каждый байт передаваемых от клиента (браузера) серверу данных в этой версии протокола обязательно маскируется 4-байтовой маской. Она создается для каждого сообщения заново.
Передаваемое сообщение теперь имеет заголовок, в котором содержатся такие данные, как:
- фрагментировано ли сообщение;
- тип передаваемых данных;
- подвергалось ли сообщение маскировке;
- размер данных;
- маска;
- другие управляющие данные (ping, pong…).

Взаимодействие между клиентом и сервером начинается с запроса от клиента:
```
GET /chat HTTP/1.1
Host: server.example.com
Upgrade: websocket
Connection: Upgrade
Sec-WebSocket-Key: dGhlIHNhbXBsZSBub25jZQ==
Sec-WebSocket-Origin: http://example.com
Sec-WebSocket-Protocol: chat, superchat
Sec-WebSocket-Version: 7

```

Ответ сервера имеет следующий вид:
```
HTTP/1.1 101 Switching Protocols
Upgrade: websocket
Connection: Upgrade
Sec-WebSocket-Accept: s3pPLMBiTxaQ9kYGzzhZRbK+xOo=
Sec-WebSocket-Protocol: chat

```

Ответ содержит заголовок Sec-WebSocket-Protocol с единственным протоколом, выбраным сервером (chat) из всех поддерживаемых клиентом (chat, superchat). Заголовок Sec-WebSocket-Accept формируется следующим образом:
1. взять строковое значение из заголовка Sec-WebSocket-Key и объединить со строкой 258EAFA5-E914-47DA-95CA-C5AB0DC85B11 (в приведённом примере получится dGhlIHNhbXBsZSBub25jZQ==258EAFA5-E914-47DA-95CA-C5AB0DC85B11)
2. вычислить бинарный хеш SHA-1 (бинарная строка из 20 символов) от полученной в первом пункте строки
3. закодировать хеш в Base64 (s3pPLMBiTxaQ9kYGzzhZRbK+xOo=)

Пример реализации вышеуказанного алгоритма на языке PHP:
```
<?php

  
echo
 
base64_encode
(
SHA1
(
"dGhlIHNhbXBsZSBub25jZQ==258EAFA5-E914-47DA-95CA-C5AB0DC85B11"
,
 
true
));

?>

```

### ПротоколRFC 6455(далее данные передаются фрэймами с использованием этого протокола)

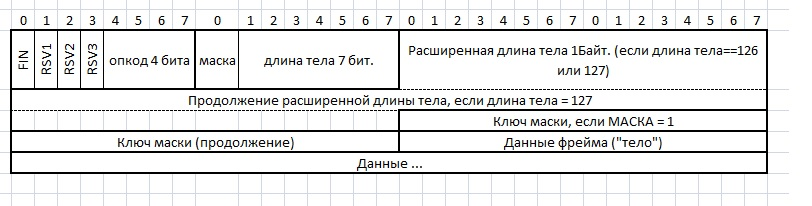
rfc-frame

11 декабря 2011 года протокол приобрел статус RFC.
Вместо заголовка Sec-WebSocket-Origin теперь используется просто Origin.

## Схема URI
Протокол Web Socket определяет две URI-схемы, ws: (нешифрованное соединение) и wss: (шифрованное соединение).

## Реализация WebSocket в браузерах
Для установки соединения клиентский скрипт создает объект WebSocket, в конструктор которого передает параметр WebSocket URI, и определяет функции обратного вызова при соединении, получении сообщения и разрыве соединения.
```
<
html
>

    
<
head
>

        
<
script
>

            
const
 
webSocket
 
=
 
new
 
WebSocket
(
'ws://localhost/echo'
);

            
webSocket
.
onopen
 
=
 
event
 
=>
 
{

                
alert
(
'onopen'
);

                
webSocket
.
send
(
"Hello Web Socket!"
);

            
};

            
webSocket
.
onmessage
 
=
 
event
 
=>
 
{

                
alert
(
'onmessage, '
 
+
 
event
.
data
);

            
};

            
webSocket
.
onclose
 
=
 
event
 
=>
 
{

                
alert
(
'onclose'
);

            
};

        
</
script
>

    
</
head
>

    
<
body
>

    
</
body
>

</
html
>

```

В настоящее время[когда?] WebSocket поддерживается в следующих браузерах:
- Google Chrome (начиная с версии 4.0.249.0);
- Apple Safari (начиная с версии 5.0.7533.16);
- Mozilla Firefox (начиная с версии 4);
- Opera (начиная с версии 10.70 9067);
- Internet Explorer (начиная с версии 10);

Проверить поддержку браузером WebSocket можно, пройдя по ссылке: http://caniuse.com/#feat=websockets Архивная копия от 8 апреля 2017 на Wayback Machine.
В конце ноября 2010 Adam Barth опубликовал результаты исследования надежности используемого протокола. По его результатам выяснилось, что в случае использования прозрачных прокси-серверов возможна подмена кеша передаваемых данных с тем, что пользователи вместо реальных данных будут получать версию данных от злоумышленника. Проблема оказалась достаточно серьёзной для того, чтобы разработчики Firefox и Opera объявили о том, что в будущих версиях их браузеров поддержка веб-сокетов будет по умолчанию отключена вплоть до устранения проблемы небезопасности данного протокола (хотя осталась возможность их включить).